# Криминална психология
Криминална психология е изследването на волята, мислите, намеренията и реакциите на престъпниците. Тя е свързана като поле с криминалната антропология. Изследването се задълбочава в това кое кара някой да извърши престъпление, но също така реакции след престъплението, бягство или поведение в съда. Криминалните психолози са често привиквани като вещи лица в правни случаи при което е необходимо да помогнат на съдебните заседатели да разберат „ума“ на престъпника. Някои видове психиатрия също се занимават с аспектите на криминалното поведение.

## В литературата
Отношенията престъпление-мотивация и криминално действие-психология като тематика са застъпени и популярни като тема, като част от романите на т.нар. „Петокнижие“ на големия руски класически писател Фьодор Достоевски – „Престъпление и наказание“, „Идиот“, „Бесове“, „Юноша“ и „Братя Карамазови“. Достоевски се приема като най-дълбокия изследовател на човешката психика в проблемна политическа, социална и духовна среда и съответен криминален сюжет.